# Afbetaling
Der er tale om afbetaling når man ikke betaler det fulde beløb for en vare med det samme. I stedet er der en mindre udbetaling når man køber varen, og herefter betales restbeløbet i lige store dele (rater) over f.eks. 24 eller 48 måneder. Dette kaldes afdrag.
Et eksempel er at du står og savner kontanter her og nu. Du kan tage et lån hos et finansieringsselskab. Det koster dig 187 kr pr. måned i 48 måneder at låne 5.000 kr, og du kan vente et halvt år med det første afdrag. Regnestykket ser således ud:
```
48 × 187 kr =  8.976 kr
Lån           -5.000 kr
              ―――――――――
Rente          3.976 kr
```

Det vil sige at man kommer til at betale 3.976 kr ekstra for at låne de 5.000 kr.
| Regnskab | Spire Denne regnskabsartikel er en spire som bør udbygges. Du er velkommen til at hjælpe Wikipedia ved at udvide den. |